# 성적최면

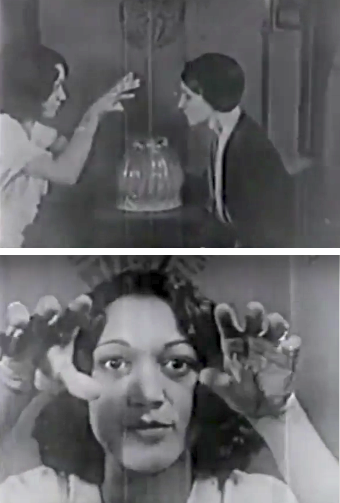

성적 최면(영어: Erotic Hypnosis)는 최면의 일종으로서, 최면을 받는 사람의 마음을 성적으로 바꾸거나, 성적 경험을 증강시킬 수 있는 종류의 최면을 뜻한다. 야애니, 망가의 주 소재다.